# Zaljuljali smo svijet
Zaljuljali smo svijet è un singolo della cantante croata Nina Kraljić, pubblicato il 30 giugno 2015 su etichetta discografica Universal Music Croatia.

## Tracce
Download digitale
1. Zaljuljali smo svijet – 3:21